# Inguiniel
Inguiniel (bret.: An Ignel) ist eine französische Gemeinde mit 2.196 Einwohnern (Stand: 1. Januar 2022) im Département Morbihan in der Region Bretagne. Sie gehört zum Arrondissement Lorient und zum Kanton Guidel.

## Geographie
Inguiniel liegt im Binnenland des Départements Morbihan. Im Norden bildet der Fluss Scorff die Gemeindegrenze. Die Kleinstadt Pontivy ist rund 25 Kilometer in nordöstlicher Richtung entfernt, die Stadt Lorient liegt etwa 30 Kilometer südlich.

## Geschichte
Der Ort ist seit der Eisenzeit bewohnt. Überreste eines gallischen Dorfes aus dem 1. Jahrhundert kamen bei Grabungen in Kervern-Teignousse zum Vorschein. Historisch ist es ein Teil der bretonischen Region Pays Pourlet (Bretonisch: Bro Pourlet). Ein erstes Kloster im Ort Moustoir wurde gegründet. Das Kloster wurde bei einem Einfall der Normannen im 10. Jahrhundert zerstört. Im Mittelalter war Inguiniel eine wichtige Pfarrei, die für die Seelsorge in mehreren Orten zuständig war. Nach der Französischen Revolution war es Kampfgebiet zwischen Republikanischen Truppen und den Chouans. Politisch wurde Inguiniel 1790 eine Gemeinde. Von 1793 gehörte Inguiniel zum Kanton Bubry und zum Distrikt Hennebont. Ab 1801 war es Teil des Arrondissements Lorient und von 1801 bis 2015 eine Gemeinde im Kanton Plouay.

## Bevölkerungsentwicklung
Zwischen und 1793 und 1946 wuchs die Einwohnerzahl – mit kleinen, zeitlich begrenzten Ausschlägen nach unten – immer mehr an und erreichte 1946 mit 2868 Bewohnern seinen historischen Höhepunkt. Dann begann eine Abwanderungswelle, die erst 1999 stoppte (1946–1999:-35 %). Seither wächst die Zahl der Bewohner wieder leicht und liegt heute wieder bei über 2000 Einwohnern.
| Jahr      | 1962 | 1968 | 1975 | 1982 | 1990 | 1999 | 2006 | 2012 | 2019 |
| Einwohner | 2552 | 2309 | 2115 | 2030 | 1968 | 1890 | 2011 | 2069 | 2185 |

## Sehenswürdigkeiten
- Schloss von Kerascouet (auch Kerascoët)
- Herrenhaus von Brezehan (auch Brézéhan; 13.–15. Jahrhundert)
- Dorfkirche Saint-Alban, im Jahr 1777 erbaut
- Kapelle Notre-Dame de Locmaria aus dem Jahr 1468
- Kapellen von Lochrist (17. Jahrhundert) und Saint-Claude (18. Jahrhundert; mit Calvaire)
- Pfarrhaus am Place des Tilleuls aus dem Jahr 1694
- Kreuz von Pont-er-len (aus dem Jahr 1675)
- Quelle und das Öffentliche Waschhaus (Lavoir)
- langes Bauernhaus in Le Guaingair (18. Jahrhundert)
- Stele von Kervern-Teignousse (5. Jahrhundert v. Chr.)

Quelle:

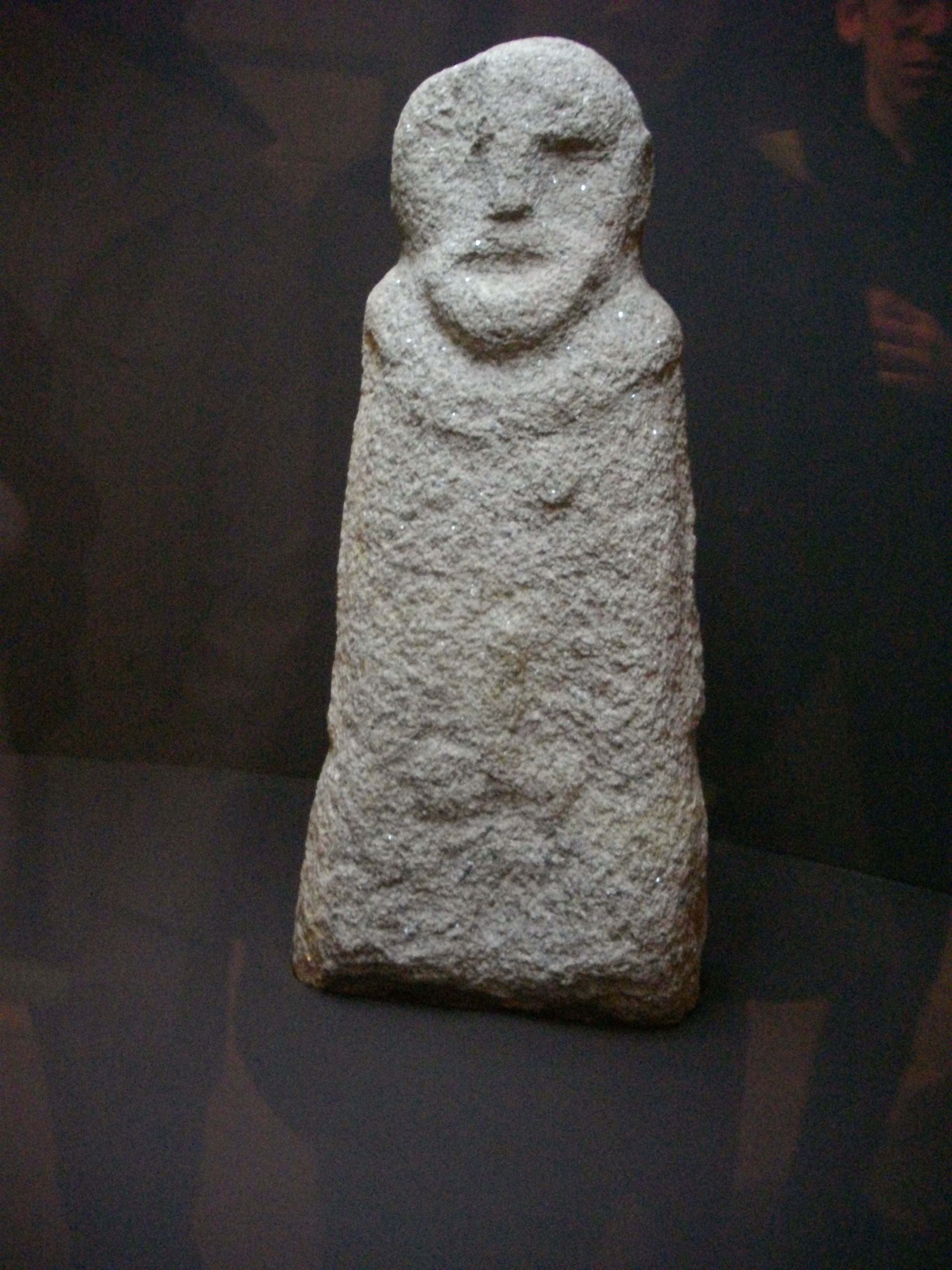
Gallische Stele
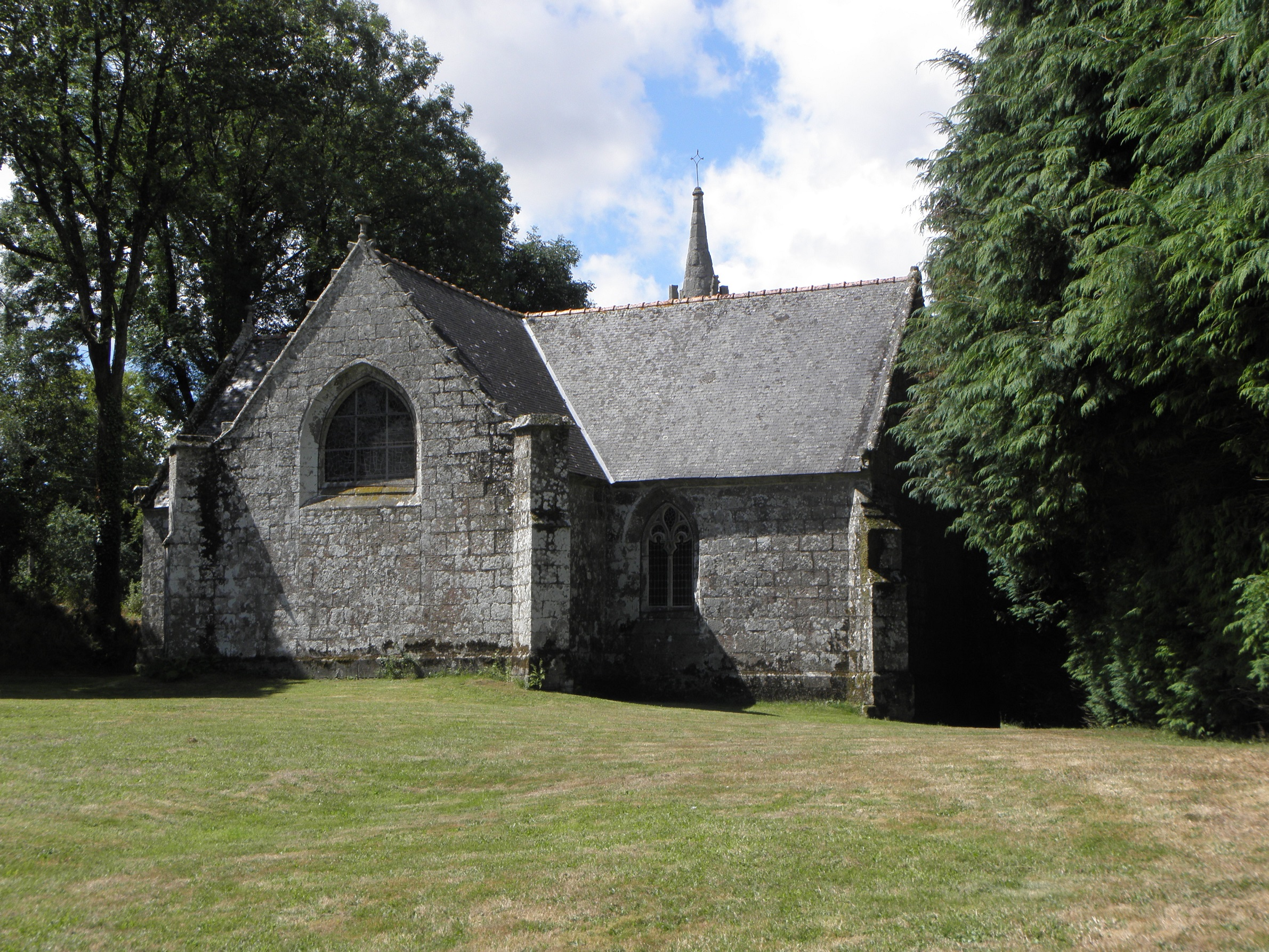
Kapelle Notre-Dame de Locmaria
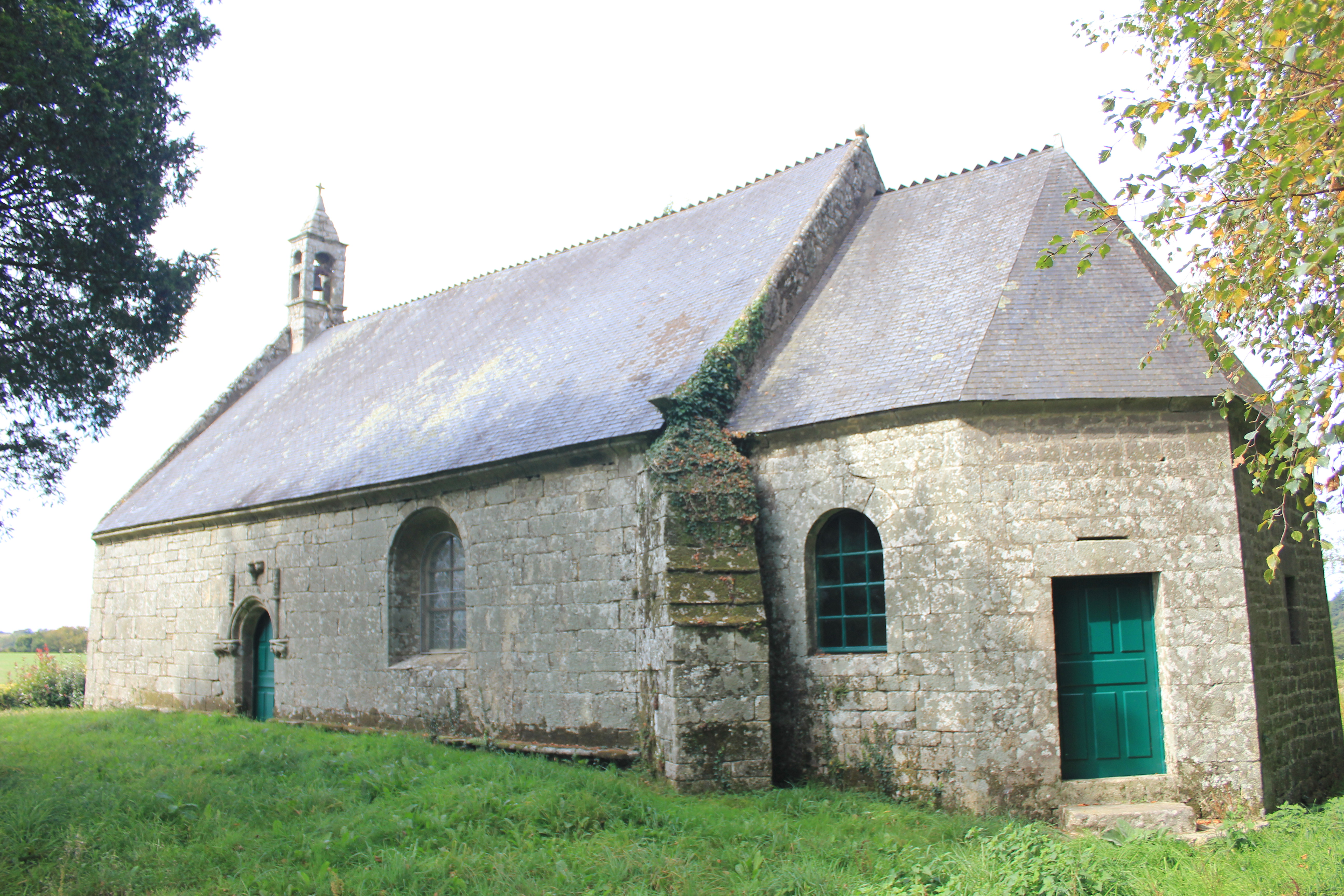
Kapelle von Saint-Claude
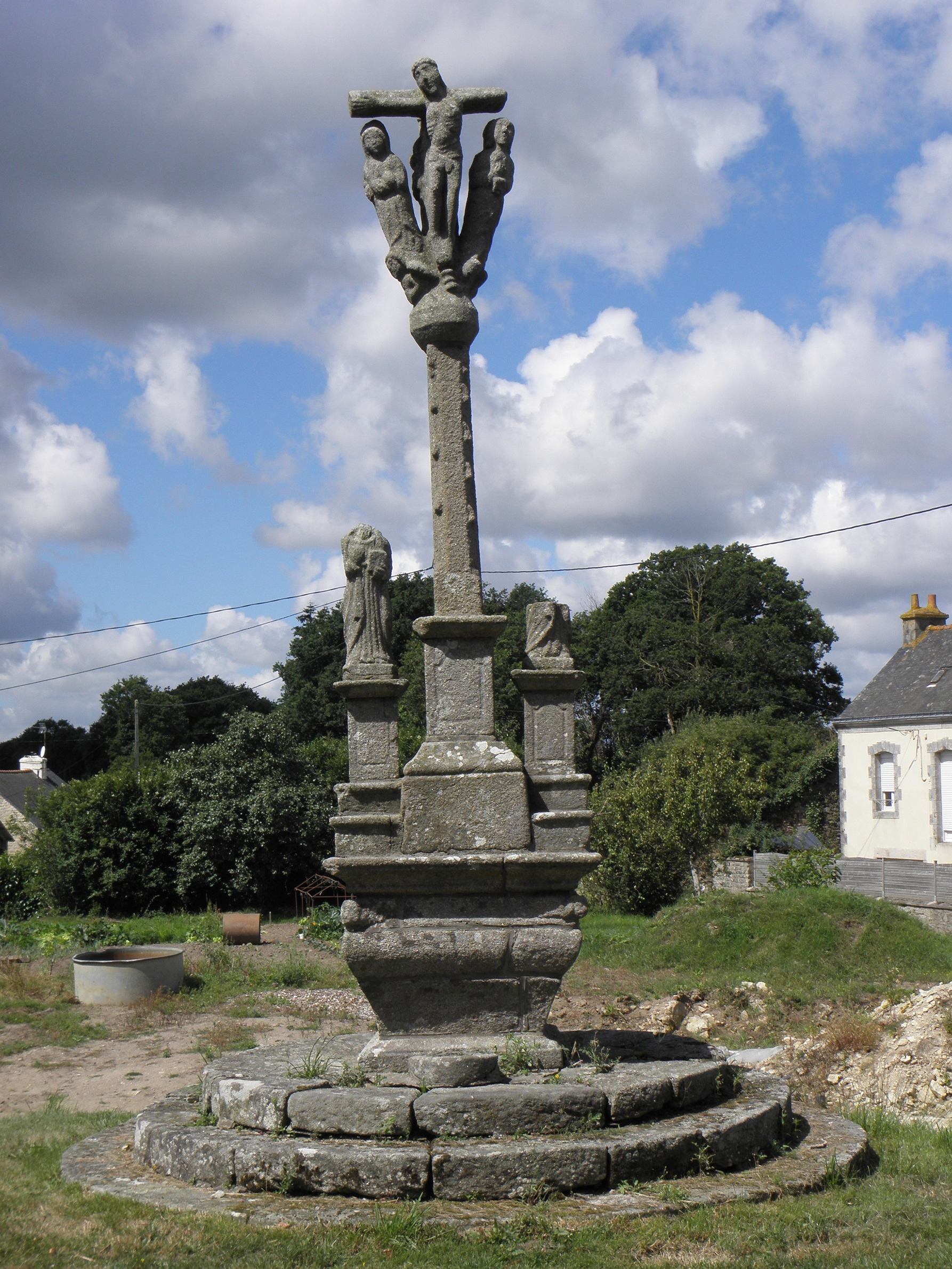
Calvaire in Lochrist

## Persönlichkeiten
- Ange Le Strat (1918–1999), Radrennfahrer